# Acacia luederitzii
Acacia luederitzii är en ärtväxtart som beskrevs av Adolf Engler. Acacia luederitzii ingår i släktet akacior, och familjen ärtväxter. Inga underarter finns listade i Catalogue of Life.

## Bildgalleri

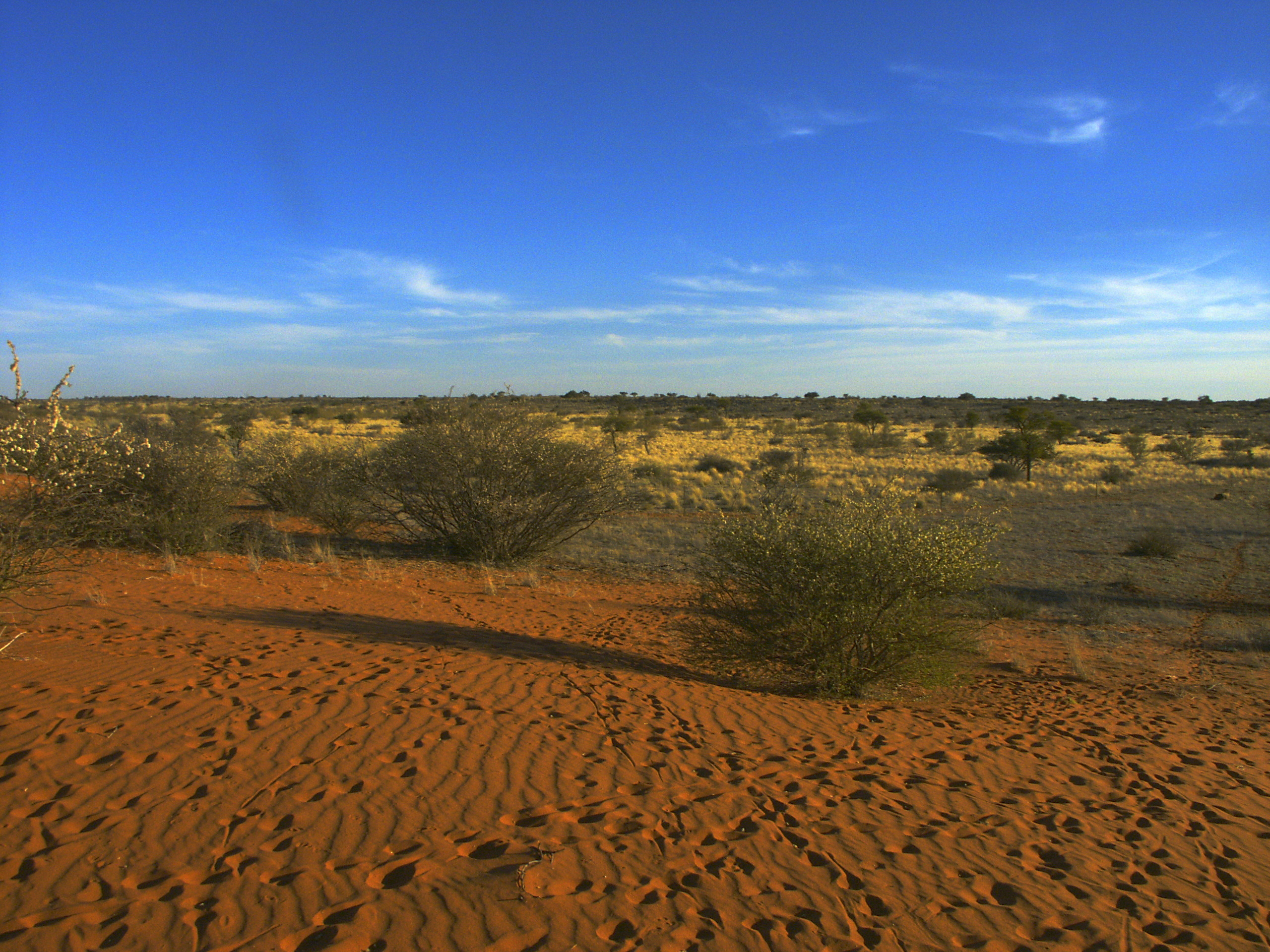